# Girentuximab
Le girentuximab est un anticorps monoclonal chimérique utilisée dans le traitement du carcinome à cellules rénales (CCR).